# 诺尔辛迪县
诺尔辛迪（Narsingdi District）为孟加拉国达卡专区辖县，地处孟加拉国东部。县境东北部与吉绍尔甘杰县接壤，东南部与婆罗门巴里亚县毗邻，西南部与纳拉扬甘杰县交界，西北部与加济布尔县相连。全县年平均降雨量2,376毫米，平均气温12.7°C（最低）至36°C（最高）。县域总面积1,140.76公里²，总人口2,202,000人（2011）。全县共分置6乡（乌帕齐拉）；行政机构驻诺尔辛迪镇。